# Urialfår
Urialfår er en gruppe af underarter af vilde får. Gruppen forekommer i det centrale Asien og blev tidligere regnet som en selvstændig art, Ovis vignei, men betegnes nu taksonomisk som vignei-gruppen.
IUCN kategoriserer bestanden af arten Ovis orientalis, der både omfatter urialfåret og den asiatiske muflon, som sårbar (VU).

## Taksonomi
Urialfåret er en gruppe af underarter, der alt efter taksonomisk opfattelse enten tilhører arten Ovis orientalis eller arten Ovis aries (vignei-gruppen). Den anden gruppe af underarter af Ovis aries kaldes aries/orientalis-gruppen og omfatter muflon og tamfåret, Ovis aries aries.

## Udbredelse
Udbredelsen af urialfåret, hvor underarternes navne følger IUCN:
- Ovis orientalis vignei forekommer med flere fra hinanden adskilte populationer i Kashmir-regionen i det nordlige Pakistan og det nordvestlige Indien.
- Ovis orientalis arkal lever i det nordøstlige Iran, i Turkmenistan, vestlige Usbekistan og vestlige Kasakhstan.
- Ovis orientalis bocharensis findes i det østlige Uzbekistan og sydlige Tadsjikistan. Populationerne henregnes ofte til O. o. vignei.
- Ovis orientalis cycloceros har flere fra hinanden adskilte udbredelsesområder i Afghanistan samt i det centrale og sydlige Pakistan.
- Ovis orientalis punjabiensis findes i saltørkner syd for Islamabad i det nordøstlige Pakistan.